# PKL-grupp
PKL-grupp, eller ”psykologisk/psykosocial katastrofledningsgrupp” är benämningen på det svenska landstingets regionala och lokala krisledningsgrupper för att hantera krisberedskap. PKL-grupperna leder och samordnar det psykiatriska och psykosociala omhändertagandet av drabbade, anhöriga och personal vid allvarligare händelser. PKL-gruppen samordnar vanligtvis sin insats med kommunernas POSOM-grupper.